# 용인미르스타디움 보조경기장
용인미르스타디움 보조경기장(龍仁미르스타디움補助競技場, Yongin Mireu Auxiliary Stadium)은 대한민국 경기도 용인시에 있는 스포츠 시설이다. 인조잔디 필드와 우레탄 트랙이 갖춰진 경기장이며, 2022년 5월에 준공되었다.

## 참고 문헌
- 《2021년 전국 공공체육시설 현황(2020년말 기준)》. 대한민국 문화체육관광부. 2022.

## 같이 보기
- 용인미르스타디움